# Ruehleia
Ruehleia bedheimensis
Genre
Espèce
Ruehleia est un genre éteint de dinosaures sauropodomorphes, rattaché à la famille des Plateosauridae ou directement au clade des platéosauriens,. Il a vécu au Trias supérieur (Norien), dans ce qui est maintenant l'Allemagne.
L'espèce type et seule espèce, Ruehleia bedheimensis, a été décrite par Peter Galton en 2001.

## Étymologie
Le nom générique a été donné en l'honneur du paléontologue allemand Hugo Ruehle von Lilienstern.

## Découvertes
Les fossiles sont constitués d'un squelette presque complet, composé des vertèbres cervicales, dorsales et caudales, d'un sacrum partiel, d'un scapulo-coracoïde, des os du bassin, de la plupart des os des membres, et des mains presque complètes,.

## Description
Ruehleia est un platéosauridé de grande taille, d'une longueur d'environ 8 mètres.